# Asociación Deportiva San Agustín
L'Asociación Deportiva San Agustín és un club de futbol peruà de la ciutat de Lima.

## Història
El club va ser fundat el 9 d'agost de 1970 amb el nom de San Francisco. Més tard s'anomenà Huracán San Isidro i Colegio San Agustín.
Destacà la temporada 1986 en la que es proclamà campió del Torneo Descentralizado.

## Palmarès
- Lliga peruana de futbol:[5]
  - 1986

- Segona divisió peruana de futbol: 
  - 1984

- Torneo Regional: 
  - 1986

- Liga Provincial de Lima: 
  - 1981

- Liga Distrital de Lince: 
  - 2011, 2012, 2013, 2014